# Jean Édouard Gabriel Narcisse Paris
Jean Édouard Gabriel Narcisse Paris, född 1827 i Paris, död 1911 i Paris, var en fransk botaniker och bryolog som var specialiserad på bladmossor.
Auktorsnamnet Paris kan användas för Jean Édouard Gabriel Narcisse Paris i samband med ett vetenskapligt namn inom botaniken; se Wikipediaartiklar som länkar till auktorsnamnet.